# 辰己茜
辰己 茜（たつみ あかね、旧姓 : 石井（いしい）、1982年8月2日 - ）は、関西棋院所属の囲碁女流棋士。段位は四段。埼玉県出身。

## 略歴
囲碁愛好家で高校教師の父に教えられ、物心がつく前から囲碁を始める。父は、その後2002年より囲碁教室を経営している。小学2年生から緑星囲碁学園に通い、実力をつける。
1993年、上尾市立中央小学校5年で第14回全国少年少女囲碁大会4位入賞。翌1994年、6年生で出場した第15回全国少年少女囲碁大会では決勝戦で大橋拓文を下し優勝。初の女子の優勝者となる（2018年現在、小学校の部の女子の優勝は、辰己と万波佳奈(1995年)・向井千瑛(1999年)・加藤千笑(2013年)の4名のみ）。
1996年、上尾市立東中学校1年時に出場した第16回全国少年少女囲碁大会では山森忠直に敗れ、5位に入賞。その後日本棋院院生となる。
1997年、棋士採用試験で本戦には残るも、最下位に終わる。
1998年、棋士採用試験では、予選落ちに終わる。女流棋士採用試験で甲田明子・富紅梅らに次ぐ4位で入段ならず。
1999年、棋士採用試験では、本戦17位に終わる。女流棋士採用試験で万波佳奈・渋澤真知子の次点の3位で入段できず。
2000年、棋士採用試験では、山田晋次・上田崇史・竹清勇の次点の4位に終わる。女流棋士採用試験では3位に終わり、入段できず。17歳の院生年齢制限で退会し、囲碁から遠ざかる。
2002年、日本大学芸術学部美術学科に入学し、第1回全日本学生囲碁王座戦に出場し3位となる。
2003年、前述学生王座戦並びに世界学生王座戦に出場により、再度囲碁界へ戻り女流棋士採用試験を受けるも、入段した向井千瑛・奥田あやに次ぐ3位で入段ならず。
2004年、冬季棋士採用試験に臨み、外来予選は突破するものの合同予選で敗退し、本戦に残れず。女流棋士採用試験では、向井芳織の次点である2位に終わる。
2005年、全日本女流アマ囲碁選手権で優勝。朝日アマ囲碁十傑戦で8位に入賞し、女流棋士採用試験に臨むも、3位に終わる。
2006年、女流棋士採用試験に臨むも、4位に終わる。
2007年3月、全日本女流アマ囲碁選手権で再度優勝。6月、関西棋院の棋士と試験対局を2局打ち、宮本直毅に負・星川愛生に勝の内容が認められて、プロ入りが決まり8月1日付で初段となる。日本棋院の棋士採用試験で1回・女流棋士採用試験で3回の次点に終わるなど、日本棋院でのプロ入りは成らなかったが、関西棋院でプロ入りを果たした。入段後1年間は女流棋戦のみに参加棋戦を絞られていたが、その間の成績を認められて全棋戦の出場を解禁される。
2008年、第12期女流棋聖戦本戦入り、関西棋院新人賞を獲得。関西棋院第一位決定戦で横田茂昭九段を下しベスト8入りを果たす。2009年、女流本因坊戦本戦初出場、挑戦者決定戦に進出などの活躍をしている。
2010年9月23日、囲碁界とは無縁の男性と結婚。結婚後も棋士名は変更しない旨を書いている。2011年1月に結婚式を挙行。
2011年8月11日、第30期女流本因坊戦挑戦者決定戦に進出。
2012年、第16期女流棋聖戦挑戦者決定戦進出。
2013年、第17期女流棋聖戦挑戦者決定戦進出。
2014年、3年連続女流名人戦リーグ入り（前期陥落も即復帰）。11月、長男を出産し、1か月半後に復帰した。
2019年4月、結婚後も旧姓のまま活動していたが、棋士としての登録名を本名の辰己茜に改名。

## 人物
- 2歳上の姉もアマチュア強豪で、囲碁棋士の仲邑信也の妻。辰己茜から見ると、信也は義理の兄、仲邑菫は姉の長女で姪にあたる[21]。
- 日本大学芸術学部では油絵に専念したが、2年間で中退。囲碁界に復帰し、プロ入りを果たした[22]。
- 趣味はテニスとボウリング[22]。

## 棋歴

### 良績
- ペア碁選手権戦優勝 （第16回坂井秀至とのペア）
- 女流本因坊戦挑戦者決定戦 本戦決勝進出 （第28期・30期） 準決勝進出（第29期）
- 女流棋聖戦挑戦者決定戦進出（第16、17期）
- 関西棋院第一位決定戦 準決勝進出（第53期）
- 本因坊秀策囲碁まつり女流秀策杯準優勝（第9期）

### 昇段履歴
- 2007年　初段（関西棋院採用）
- 2011年11月2日　二段（勝数規定）
- 2016年12月　三段  (勝数規定)
- 2024年12月19日　四段[23]（勝数規定=対象棋戦通算50勝）